# Monasterio de Santa Teresa de Jesús (Jaén)
El monasterio de Santa Teresa de Jesús es un monasterio barroco de la ciudad de Jaén, (Andalucía, España), y alberga una comunidad de Carmelitas descalzas de clausura.

## Historia
El Convento se ubica en la Carrera de Jesús, cercano al convento de San José de los Carmelitas Descalzos. Fue fundado por el matrimonio Francisco Palomino Ulloa y Juana de Quesada, en 1615, para ello donaron su casa y la de Alonso de Guzmán, una de esas casas era el antiguo palacio del Cardenal Esteban Gabriel Merino en la primera mitad del siglo XVI, ya que su escudo se encuentra en un vano sobre la puerta interior del refectorio.
En este monasterio se conservan muchas obras del convento de las carmelitas de Beas de Segura, que al desaparecer se llevaron a Jaén. Ejemplo de estas son la campana que llevó Santa Teresa de Jesús y un manuscrito de San Juan de la Cruz, Cántico espiritual, el llamado Manuscrito de Jaén.

## Iglesia
La iglesia data de la segunda mitad del siglo XVII (1673) y es obra de Eufrasio López de Rojas, quien la costeó pues tenía dos hijas religiosas en dicho convento. Es un templo de austero estilo carmelitano, de una sola nave rectangular cubierta con bóveda de cañón con lunetos y un presbiterio cubierto con media naranja sobre pechinas, decorada con doble fila concéntrica de placas trapezoidales en torno al anillo de la linterna. El coro va en alto a los pies cerrado en su frente con celosía. En cuanto al alzado de la nave se dividen los muros por pilares toscanos y no presenta más vanos que el de la puerta de entrada. Es notable el retablo mayor, con lienzos de los siglos XVII y XVIII. Otra decoración la aportan los numerosos lienzos que tapizan los laterales y el testero del fondo del presbiterio.

## Portada
En la portada destaca el concepto geométrico decorativo con una sencilla composición. Una línea de molduras planas y de óvalo enmarca, trazando una cruz, el arco de entrada y el nicho que va por encima, dos elementos tradicionales en las portadas de la época. Suprimiendo el entablamento y embebiendo las pilastras, se consigue que el plano más llamativo sea el nicho, en cuyo interior destaca una figura exenta de Santa Teresa y rematándolo un frontón triangular roto del que se eleva una sencilla cruz.

## Claustro
En la clausura, es de forma cuadrada con galería de arcos superpuestos sobre gruesos pilares y entablamento desnudo con placas triangulares en las jambas.